# سود أفياسيون كارافيل
سود أفياسيون كارافيل (بالفرنسية: Sud-Aviation Caravelle) هي أول طائرة ركاب متوسطة المدى تنتجها سود أفياسيون الفرنسية ابتداءً من عام 1955. الكارافيل كانت من أنجح طائرات الركاب النفاثة الأولى في أوروبا. فقد بيعت على طول أوروبا وحتى أنها وصلت للولايات المتحدة فقد اشترت يونايتد إيرلاينز 20 طائرة منها.

## المستخدمون
الآتي قائمة بالمستخدمين المدنيين والعسكريين والحكومات 

### المستخدمون المدنيون
الجزائر
 الأرجنتين
 النمسا
 بلجيكا
 البرازيل
 بوروندي
 كمبوديا
 جمهورية إفريقيا الوسطى
 تشيلي
 ساحل العاج
 كولومبيا
 Congo
 الدنمارك
 الإكوادور
 مصر
 فنلندا
 فرنسا
 الغابون
 ألمانيا
 الهند
 إيطاليا
 الأردن
 لاوس
 لبنان
 ليبيا
 لوكسمبورغ
 مالي
 المغرب
 مارتينيك
 كاليدونيا الجديدة
 هولندا
 الفلبين
 البرتغال
 إسبانيا
 السويد،  الدنمارك و النرويج
 سويسرا
 سوريا
 تايوان
 تايلاند
 تونس
 الولايات المتحدة
 فنزويلا
 فيتنام
 يوغوسلافيا
 زائير

### المستخدمون العسكريون والحكومات

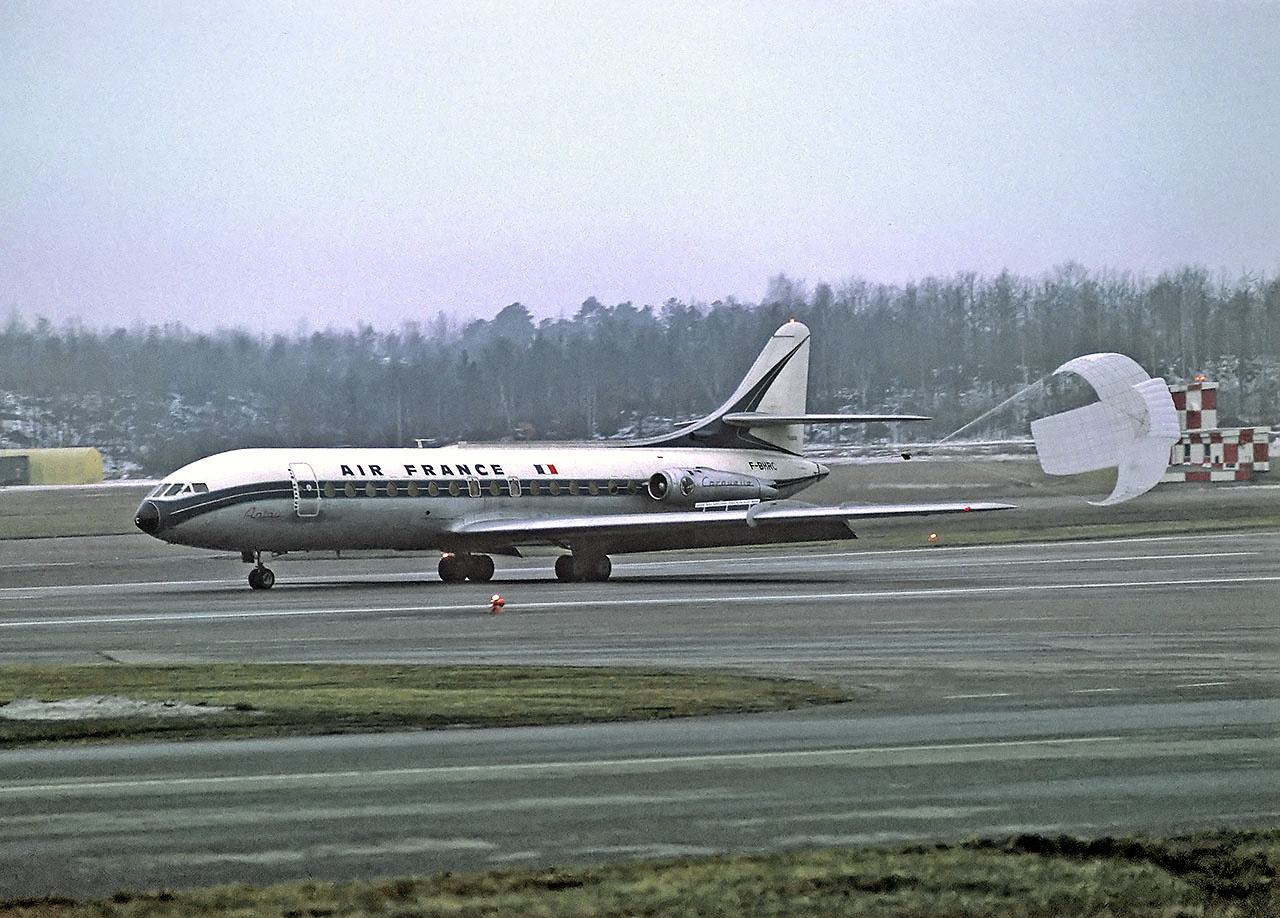
الطائرة كارافيل III التابعة للخطوط الجوية الفرنسية أثناء هبوطها.

الجزائر
 الأرجنتين
 جمهورية إفريقيا الوسطى
 تشاد
 فرنسا
 الغابون
 موريتانيا
 المكسيك
 رواندا
 السنغال
 السويد
 يوغوسلافيا

## المواصفات

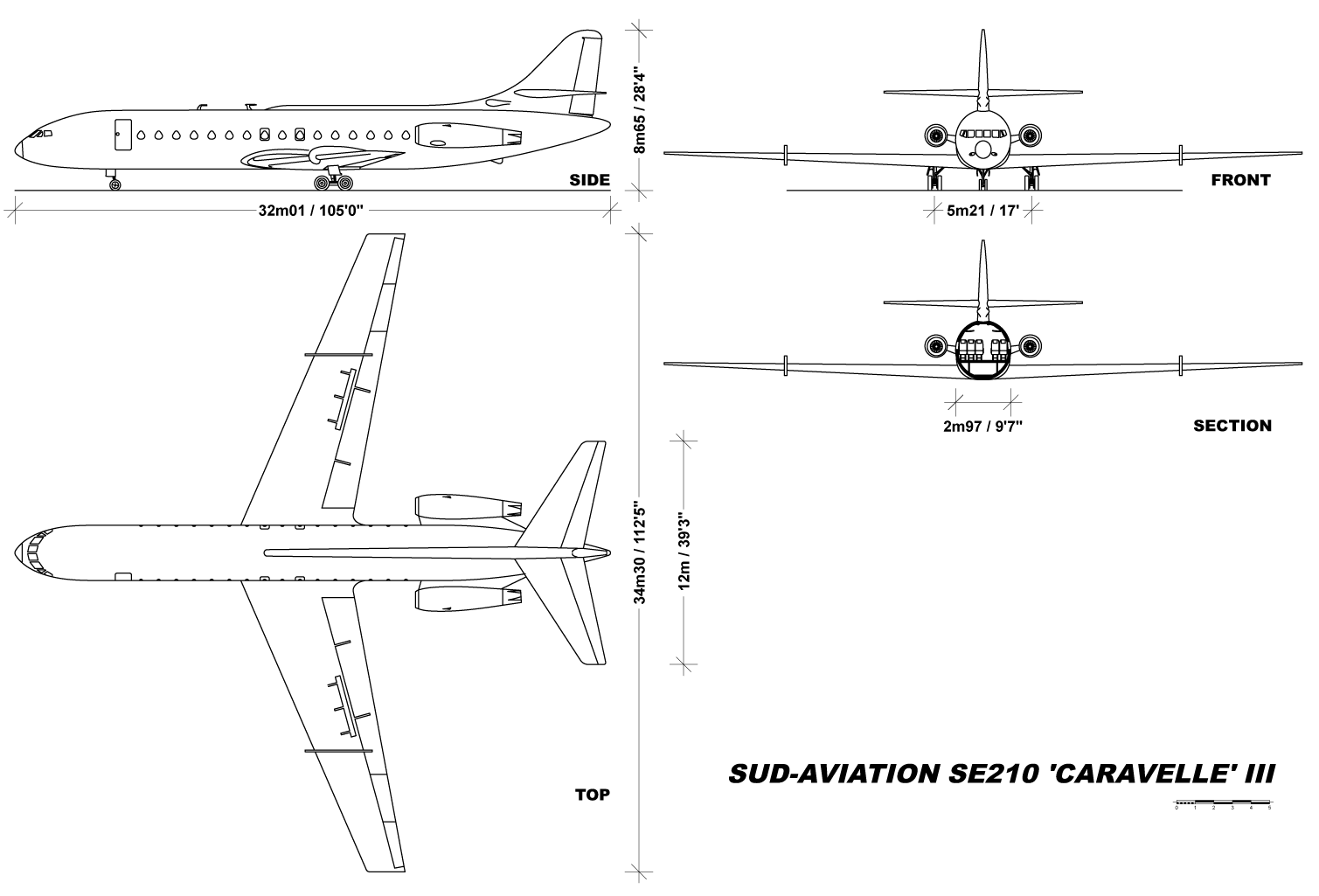
مخططات للطائرة كارافيل III

الخصائص العامة
- الطول:  ()
- باع الجناح:  ()
- الارتفاع:  ()

الأداء

## انظر ايضًا
- سود أفياسيون.
- توبوليف تو-104.
- ماكدونل دوجلاس دي سي 9